# Feld des Jammers
Feld des Jammers ist die Bezeichnung für ein ehemaliges Kriegsgefangenenlager, das zur Gruppe der Rheinwiesenlager gehörte und gegen Ende des Zweiten Weltkrieges auf den Gemarkungen der Orte Winzenheim und Bretzenheim in der Nähe von Bad Kreuznach eingerichtet wurde.

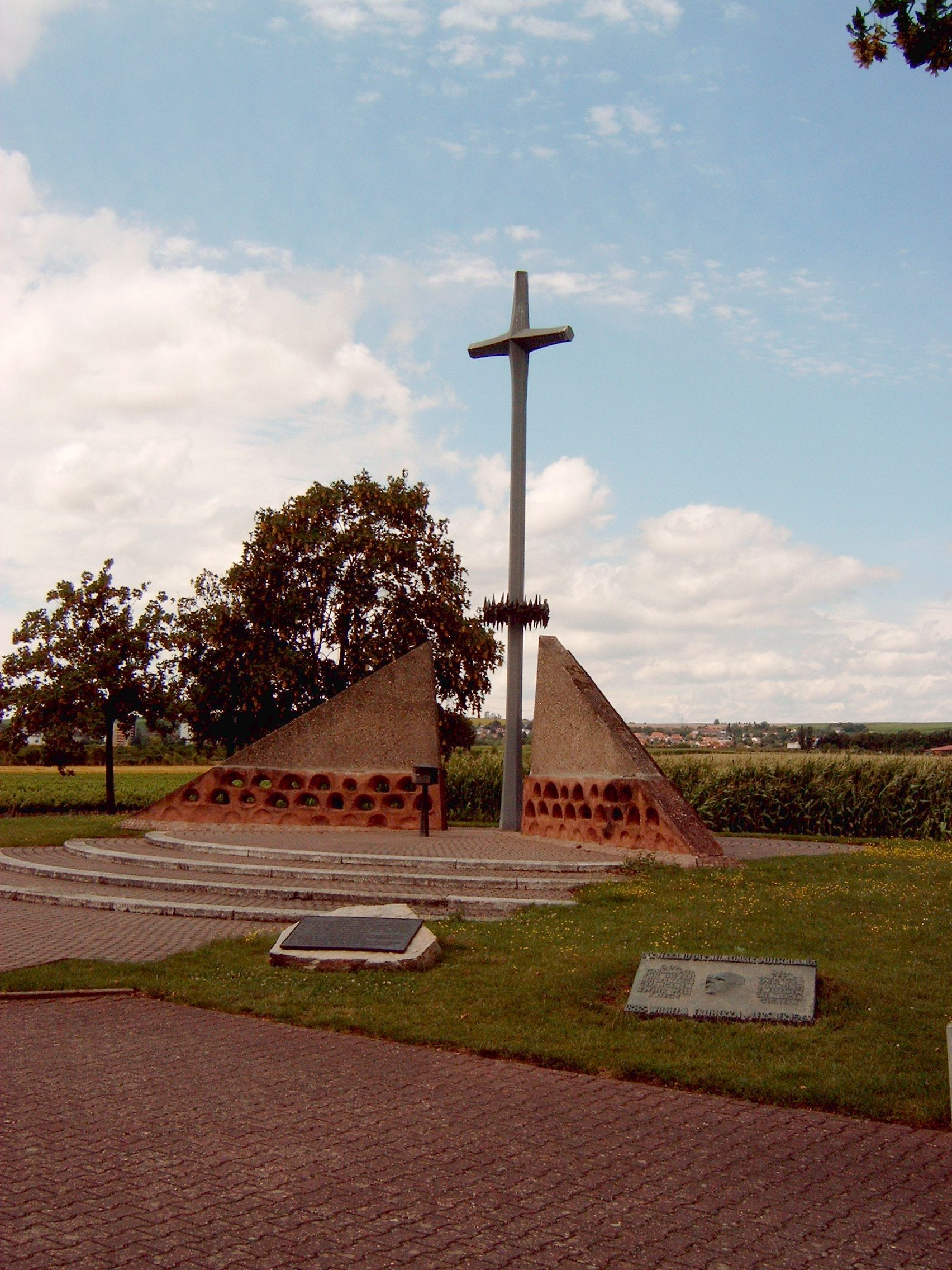
Mahnmal Feld des Jammers

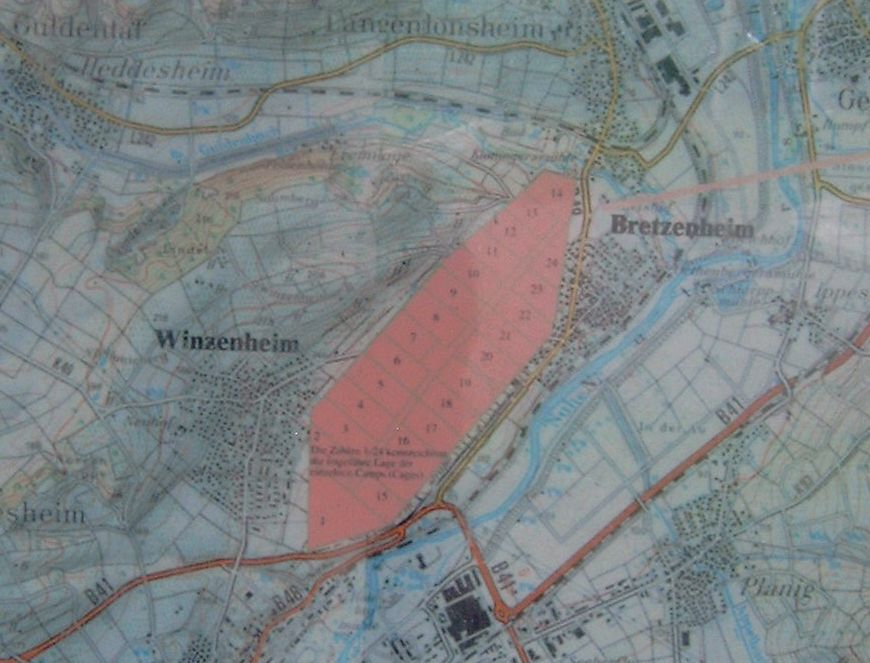
Lagekarte Feld des Jammers

## Geschichte
US-amerikanische Streitkräfte begannen am 22. April 1945 mit dem Bau des Lagers. Vom Guldenbach nach Bretzenheim entlang der Straße bis zur Rothlay, dann hoch bis vor Winzenheim, von dort parallel zur unteren Lagergrenze zurück bis zum Guldenbach, wurde ein 3 Meter hoher Stacheldrahtzaun errichtet. Das eingezäunte Gelände war etwa 210 ha groß und wurde aufgeteilt in 24 Cages (Käfige).
Mit der Belegung des Lagers wurde am 27. April 1945 begonnen und am 5. Mai 1945, dem Tag der Teilkapitulation der Wehrmacht für Nordwestdeutschland, Dänemark und die Niederlande, befanden sich in dem für 45.000 Mann vorgesehenen Lager 62.000 Gefangene. Die Lagerkapazität wurde bis zum 8. Mai 1945 auf 100.000 Mann erhöht – belegt war es mit 92.000 Gefangenen, darunter etwa 1.000 Frauen, und am 13. Mai 1945 waren es 103.000 Gefangene. Ab dem 15. Mai 1945 wurden Feldküchen aufgestellt und für die gefangenen Frauen Zelte errichtet. Vom Hunger geschwächt, schutzlos auf dem Erdboden der Witterung ausgesetzt, durch fehlende sanitäre Einrichtungen und mangelhafte medizinische Versorgung kam es in diesen ersten Monaten zu zahlreichen Sterbefällen.
Bis zur Auflösung des Kriegsgefangenenlagers in Bad Kreuznach, das Lager Galgenberg (PWTE A-3) im Juni 1945, hatte das Lager die militärische Bezeichnung Camp PWTE (Prisoner of War Transient Enclosures, deutsch Kriegsgefangenen-Durchgangslager) A-6 Winzenheim und wurde danach als Camp PWTE A-6 Bretzenheim geführt.
Die Französischen Streitkräfte übernahmen am 10. Juli 1945 das Lager mit jetzt 17.200 Gefangenen und gestatteten die Aufstellung von 3 Feldküchen pro 1.000 Mann. Bis zum 26. September 1945 wurden alle Gefangenen in Zelten untergebracht. Ab Oktober 1945 wurde das Lager als „Depot de Transit Nr. 1“ (Durchgangslager) bezeichnet.
Im November 1945 wurde mit der Aufstellung von Baracken begonnen und die Lagerfläche auf 32,24 ha verkleinert. Die Aufteilung erfolgte in neun Camps mit zwölf Wachtürmen. Ebenfalls in diesen Zeitraum fällt der Bau und die Vollendung der Lagerkirche. Am 24. November 1945 wurde die Lagerbühne (Kulturscheune) durch die von Gefangenen gegründete Musik-, Varieté- und Theatergruppe Die Optimisten eröffnet. Zwischen den Baracken und Lagerzäunen wurden im Frühjahr 1946 Kartoffeln, Bohnen, Tomaten, Kohl und Salat zur Aufbesserung der Ernährung angebaut. Es gab Einrichtungen von Kursen in Mathematik, Statik, Aktzeichnen, Kurzschrift, Buchführung, Französisch, Englisch und Russisch. Im Herbst 1946 gab es im Gefangenenlager eine Ausstellung mit Verkauf von handwerklichen und künstlerischen Arbeiten an die Bevölkerung.
Eine Lagerbahn wurde im Winter 1946/47 vom Bahnhof Bretzenheim bis ins Lager gebaut. Mit zwei Motorlokomotiven wurde auf 60 cm Schienen der Gütertransport und Transport von Gehunfähigen sowie Schwerstkranken betrieben. Das 1947 gebaute Schwimmbad wurde am 30. Mai 1948 in Form einer Lagerkirmes mit Ehrengästen der deutschen und französischen Behörden durch den kommandierenden General eingeweiht. Es gab Karussells, Schieß- und Schaubuden und vieles mehr. Für die künstlerische Umrahmung sorgten Die Optimisten.
Am 31. Dezember 1948 schloss sich das Tor des Kriegsgefangenenlagers Bretzenheim für immer. Mehrere Hunderttausende Kriegsgefangene wurden in diesen Jahren durch das Lager geschleust, entweder zur Zwangsarbeit nach Frankreich oder zur Entlassung in die Heimat. Zwischen 3500 und 4500 Gefangene, die genaue Zahl lässt sich nicht mehr ermitteln, starben während ihrer Inhaftierung in Bretzenheim.
Die endgültige Rückgabe der kultivierten Grundstücke in ihrer katastermäßigen Lage erfolgt am 1. April 1950 an die Grundstückseigentümer.

## Gegenwart
Heute erinnert ein 1966 errichtetes Mahnmal mit Gedenkstein an das ehemalige Lager.